# Fort Yellowstone
Fort Yellowstone – historyczny fort wojskowy w północnej części Parku Narodowego Yellowstone, w stanie Wyoming, w Stanach Zjednoczonych. Od 31 lipca 2003 roku ze względu na swe historyczne znaczenie fort ma status Narodowego Pomnika Historycznego USA.
Fort znajduje się na terenie kompleksu gorących źródeł trawertynowych – Mammoth Hot Springs. Tak jak większa część Parku Yellowstone zabudowania fortu znajdują się na wyżynie Yellowstone wzniesionej nad kalderą na wysokości około 2400 m nad poziom morza. Początkowo, po założeniu pierwszych zabudowań wojskowych, fort leżał w samym centrum aktywności gorących źródeł, jednak przez lata owa aktywność przesuwała się coraz bardziej na południe.

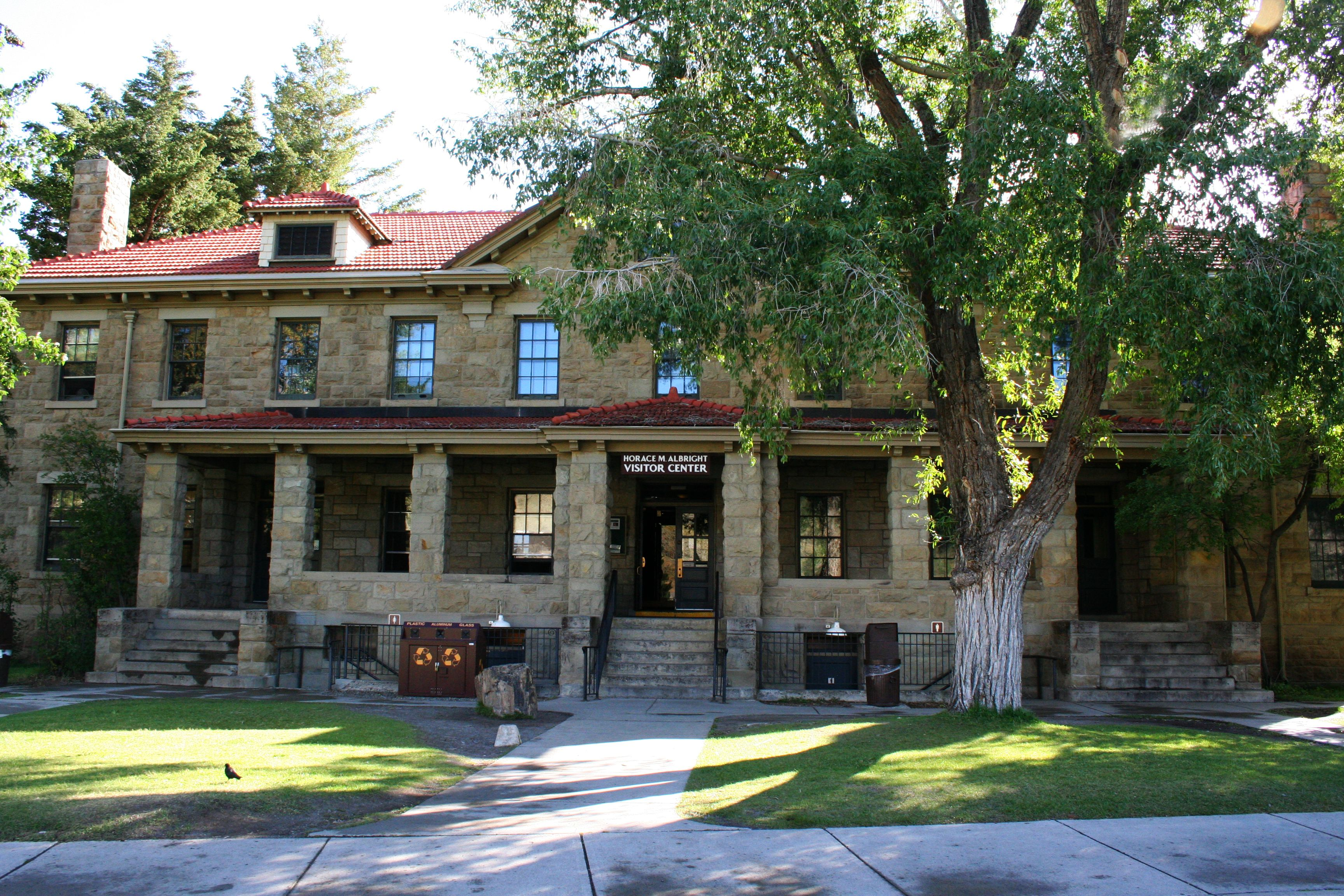
Centrum Turystyczne wraz z muzeum w jednym z budynków Fortu Yellowstone

Fort stworzono w celu zakwaterowania wojskowych oraz nielicznych cywilów, którzy mieli chronić zasoby parku. Dzięki temu, że szybko zdano sobie sprawę z niezwykłości terenów Yellowstone w znacznym stopniu zaczęto czynnie ograniczać zarówno wycinkę drzew jak i kłusownictwo oraz wandalizm. Ochrona cywilna szybko okazała się niewystarczająca, stąd rząd w 1886 roku podjął decyzję o zaangażowaniu Armii Stanów Zjednoczonych. Niewielkie zasoby finansowe dopiero z czasem pozwoliły na wybudowanie kwater wojskowych zachowanych do dziś. Po bitwie pod Little Bighorn wojsko szukało miejsca do stworzenia bazy wypadowej w celu obserwacji Siuksów. Wtedy dogodnym miejscem okazały się tereny Parku Yellowstone, stąd utworzenie tzw. "Yellowstone Department", czyli późniejszego fortu. W czasie swojego urzędowania wojskowi ustanowili specjalny regulamin, wykorzystywany do dziś, który jasno określa granice wykorzystywania zasobów naturalnych i ochronę przyrody. W 1918 roku oficjalnie opiekę nad Parkiem oraz fortem przejęła nowo utworzona organizacja National Park Service. Pracownicy tej służby zapożyczyli od wojska wygląd swoich kapeluszy.
Obecnie doskonale zachowane budynki wojskowe pełnią funkcję centrum administracji najstarszego parku narodowego na Świecie.